# Andrea Facchin
Andrea Facchin (Padova, 20 settembre 1978) è un canoista italiano, vincitore di bronzo olimpico nel K2 1000 m a Pechino nel 2008 in coppia con Antonio Scaduto.

## Biografia
Assieme ad Antonio Scaduto inizia a pagaiare sul K2 dopo che alle olimpiadi di Sydney e di Atene avevano lottato per partecipare con il K1: nel 2000 si impose Scaduto, nel 2004 ad avere la meglio fu invece Andrea Facchin.
Al ritorno in Italia i due, con l'approvazione del ct azzurro Oreste Perri, costruiscono il K2 che conquisterà il bronzo a Pechino.

## Palmarès
- Olimpiadi
Pechino 2008: bronzo K2 1000 m
- Europei
Seghedino 2002: bronzo K4 500 m
- Giochi del Mediterraneo
Almería 2005: bronzo K1 500 m e K2 1000 m